# Casal de Vilalba
Casal de Vilalba és una casa del municipi de la Roca del Vallès (Vallès Oriental), declarada bé cultural d'interès nacional, edificada sobre un extens jaciment arqueològic, inclòs a l'Inventari del Patrimoni Arqueològic i Paleontològic de Catalunya.

## Descripció
Gran casal, aixecat a mitjan segle xix, sobre vestigis prehistòrics, ibers, romans, visigòtic, romànics i gòtics.
Té una planta complexa amb diferents cossos annexes. A les galeries nord i est hi ha una galeria d'arcades. Davant de la façana nord hi ha un pati tancat per un porxo amb arcs de mig punt que consta de planta baixa, teulada plana i balustrada a la part superior. Aquest porxo enllaça amb la porta d'entrada, aquesta continua per la façana est fins a crear un gran pati enfront de la façana de migdia. A la façana, restaurada en el 1951, s'hi conserva una llinda original amb l'anagrama de Crist.
Queden restes de l'antiga torre amb espitlleres, dins de la casa, amb l'antiga porta de ferro i fusta d'accés a l'antic castell. També a l'interior de la casa es conserva un espai amb lluerna zenital, de quatre pisos, cupulat i amb arcs ogivals.
A l'interior hi ha una capella d'una nau, coberta amb volta de canó, amb dos arcs torals, absis carrat i altar de fusta policromada. La casa està envoltada de boscs, prats i jardins. A la darreria del segle xx han fet un golf als terrenys adjacents.

## Història
La Vileta anomenada Vilalba se cita per primer cop el 932 quan Teodoric, bisbe de Barcelona consagra i dota l'església de Sant Genís amb aquest bé. Del 996 data l'escriptura de Ramon Borrell, conservat a l'Arxiu de la Corona d'Aragó. El mateix el 1013 i altres documents del 1471, 1713…
Després fou del monestir de Montserrat però amb la desamortització de 1836, ho adquirí per subhasta Marià Borrell i de Miralpeix, que transformà l'antic edifici en el casal actual. El desembre de 1919 el comprà Francisco Rivière Chavany per obrir noves possibilitats d'inversió diferents de la industrial i al mateix temps per crear una casa on poder reunir tota la família a mida que aquesta anès creixent.